# Dispnea
La dispnea (dal latino: dispnea; dal greco: δύσπνοια, dýspnoia), o fame d'aria, è il sintomo di una respirazione difficoltosa.
Si tratta di un sintomo normale quando si compie uno sforzo pesante, ma diventa patologico se si verifica in situazioni inaspettate. Nell'85% dei casi è dovuto ad asma, polmonite, ischemia cardiaca, malattia polmonare interstiziale, insufficienza cardiaca congestizia, broncopneumopatia cronica ostruttiva (BPCO), stenosi laringo-tracheale, cause psicogene o di recente anche COVID-19. Il trattamento dipende in genere dalla causa scatenante.

## Definizione
L'American Thoracic Society definisce la dispnea come "Un'esperienza soggettiva di disagio nel respiro che consiste in sensazioni qualitativamente distinte che variano di intensità". Altre definizioni la descrivono come "difficoltà a respirare", "respirazione disordinata o inadeguata", "consapevolezza della difficoltà di respiro", e come la sensazione di "respiro corto" (che può essere acuto o cronico).

## Diagnosi differenziale
Nonostante il respiro corto sia generalmente causato da disturbi del sistema cardio respiratorio, vi sono altre cause possibili: neurologiche, muscolo-scheletriche, endocrine, ematologiche, e problemi di ansia. Le più comuni cause cardiovascolari sono infarto acuto del miocardio e scompenso cardiaco congestizio, mentre comuni cause polmonari includono la broncopatia cronica ostruttiva, l'asma, lo pneumotorace e la polmonite. Su una base fisiopatologica le cause possono essere divise in: 
1. una maggiore consapevolezza di respirazione normale, come durante un attacco di ansia
2. un aumento del lavoro respiratorio
3. un'anomalia nel sistema ventilatorio.[10]

### Sindrome coronarica acuta
La sindrome coronarica acuta si presenta frequentemente con dolore toracico retrosternale e difficoltà di respiro. Si può però presentare atipicamente con la sola mancanza di respiro. I fattori di rischio includono la vecchiaia, il fumo, l'ipertensione, l'iperlipidemia e il diabete. Un elettrocardiogramma e la conta degli enzimi cardiaci sono importanti sia per la diagnosi sia per pianificare il trattamento. Il trattamento prevede misure per ridurre il fabbisogno di ossigeno del cuore e strategie per aumentare il flusso di sangue.

### Insufficienza cardiaca congestizia
L'insufficienza cardiaca congestizia si presenta di frequente con affaticamento, ortopnea e dispnea parossistica notturna. Essa colpisce tra l'1 e il 2% della popolazione generale degli Stati Uniti e si verifica nel 10% di quelli oltre i 65 anni. I fattori di rischio per lo scompenso acuto includono: alta assunzione di sale, ischemia cardiaca, presenza di aritmie, insufficienza renale, embolia polmonare, ipertensione e infezioni. Il trattamento prevede strategie per diminuire la congestione polmonare.

### La broncopneumopatia cronica ostruttiva
Le persone con broncopneumopatia cronica ostruttiva (BPCO), comunemente bronchite cronica, presentano spesso una cronica mancanza di respiro e tosse cronica produttiva. La BPCO è un fattore di rischio per lo pneumotorace, quindi questa condizione dovrebbe essere esclusa. In un trattamento di riacutizzazione viene utilizzata una combinazione di anticolinergici, agonisti beta2-adrenergici, steroidi e eventualmente la ventilazione a pressione positiva.

### Asma
L'asma è la causa più comune di una situazione di emergenza di mancanza di respiro. È la malattia polmonare più comune sia nei paesi in via di sviluppo sia nei paesi sviluppati e interessa circa il 5% della popolazione. Altri sintomi includono dispnea, senso di oppressione al petto e una tosse non produttiva. La terapia di prima linea è la somministrazione per via inalatoria di beta 2 agonisti selettivi (salbutamolo).

### Pneumotorace
Lo pneumotorace si presenta tipicamente con dolore toracico pleurico di insorgenza acuta e mancanza di respiro che non migliora con l'ossigeno. I segni fisici possono includere suoni respiratori assenti su un lato del torace, distensione venosa giugulare e deviazione tracheale.

### Polmonite
I sintomi della polmonite sono febbre, tosse produttiva, dispnea e dolore toracico pleurico. Un crepitio inspiratorio può essere sentito durante l'esame. Una radiografia del torace può essere utile per polmonite differenziale di insufficienza cardiaca congestizia. Poiché la causa è di solito un'infezione batterica, per il trattamento sono in genere utilizzati antibiotici.

### Embolia polmonare
L'embolia polmonare si presenta generalmente con un esordio acuto di mancanza di respiro. Altri sintomi includono dolore pleurico al torace, tosse, emottisi e febbre. I fattori di rischio includono trombosi venosa profonda, recente intervento chirurgico, tumore e tromboembolismo precedente. Essa deve essere sempre considerata nei pazienti con insorgenza acuta di dispnee in virtù del suo alto rischio di mortalità. La diagnosi però può essere difficoltosa. Il trattamento viene effettuato in genere con anticoagulanti.

### Altro
Altre cause importanti o più comuni della dispnea comprendono: tamponamento cardiaco, anemia, anafilassi, malattia polmonare interstiziale, attacchi di panico, e ipertensione polmonare. Il tamponamento cardiaco si presenta con dispnea, tachicardia, aumento della pressione venosa giugulare e polso paradosso. Il gold standard per la diagnosi è l'ecografia. L'anemia, che si sviluppa gradualmente, di solito si presenta con dispnea da sforzo, stanchezza, debolezza e tachicardia. Essa può portare a insufficienza cardiaca. L'anafilassi inizia, generalmente, nell'arco di qualche minuto in pazienti con precedenti. Altri sintomi includono orticaria, gonfiore della gola e disturbi gastrointestinali. Il trattamento primario è la somministrazione di adrenalina. La malattia polmonare interstiziale si presenta con un graduale inizio di mancanza di respiro. Gli attacchi di panico tipicamente si presentano con iperventilazione, sudorazione e intorpidimento. La diagnosi avviene comunque per esclusione. Circa 2/3 delle donne soffrono di mancanza di respiro durante una gravidanza normale. Le condizioni neurologiche come lesioni midollari, lesioni del nervo frenico, sindrome di Guillain-Barré, sclerosi laterale amiotrofica, sclerosi multipla e la distrofia muscolare possono causare una dispnea.

## Valutazione
L'approccio iniziale per la valutazione della dispnea inizia con il controllo delle vie aeree, della respirazione e della circolazione, seguita poi da un'anamnesi del paziente e da un esame fisico. I segni che rappresentano gravità significativa comprendono: ipotensione, ipossiemia, deviazione tracheale, alterazione dello stato mentale, aritmia instabile, stridore, cianosi, respiro e suoni respiratori assenti.
Un certo numero di scale possono essere utilizzate per quantificare il grado di dispnea. Si può essere soggettivamente valutati grazie a una scala da 1 a 10 con descrittori associati al numero (scala modificata di Borg). In alternativa una scala come la mMRC può essere utilizzata, che identifica 5 gradi di dispnea in base alle circostanze in cui si verifica.

### Gli esami del sangue
Un certo numero di esami di laboratorio possono rivelarsi utili per determinare la causa della mancanza di respiro. D-dimero, mentre utile per escludere un'embolia polmonare in coloro che sono a basso rischio non è di molto valore se è positivo in quanto può essere positivo in una serie di condizioni che portano alla mancanza di respiro. Un basso livello di peptide natriuretico cerebrale è utile per escludere l'insufficienza cardiaca congestizia, tuttavia, un elevato livello di supporto, mentre la diagnosi potrebbe essere anche a causa dell'età avanzata, insufficienza renale, sindrome coronarica acuta, o una grande embolia polmonare.

### Imaging
Una radiografia del torace è utile per confermare o escludere uno pneumotorace, l'edema polmonare o la polmonite. La tomografia computerizzata a spirale con mezzo di contrasto per via endovenosa è lo studio di imaging biomedico di scelta per valutare l'embolia polmonare.

## Trattamento
In coloro in cui non si è costretti a un intervento puramente palliativo, il trattamento primario della mancanza di respiro è focalizzato alla sua causa di fondo. La somministrazione di ossigeno supplementare è efficace nei pazienti con ipossia. Tuttavia, questo non ha effetto nei pazienti con valori di saturazione di ossigeno nel sangue normali.

## Fisioterapia
I pazienti possono beneficiare di una serie di interventi di fisioterapia. Persone con anomalie neurologiche e/o neuromuscolari possono presentare difficoltà di respirazione a causa della debolezza o della paralisi dei muscoli intercostali e addominali, necessari per la ventilazione. Per questi pazienti vengono provate terapie fisiche quali: tecniche di tosse assistita, educazione alla postura del corpo e lo studio di modelli e di strategie per facilitare la respirazione.

### Cure palliative
Insieme al provvedimento, sistemici oppioidi a rilascio immediato sono utili nel ridurre il sintomo di mancanza di respiro a causa sia il cancro e le cause non tumorali. Vi è una mancanza di evidenze per raccomandare midazolam, oppioidi nebulizzati, l'uso di miscele di gas o di terapia cognitivo-comportamentale.

## Epidemiologia
Negli Stati Uniti, la dispnea è causa del 3,5% degli accessi al pronto soccorso. Di questi circa il 51% vengono ricoverati in ospedale e il 13% decedono entro un anno. Alcuni studi hanno suggerito che fino al 27% della popolazione soffre di dispnea, mentre nei pazienti morenti questo valore arriva al 75%.